# Ambala Cantonment
Ambala Cantonment è una suddivisione dell'India, classificata come cantonment board, di 61 625 abitanti, situata nel distretto di Ambala, nello stato federato dell'Haryana. In base al numero di abitanti la città rientra nella classe II (da 50 000 a 99 999 persone).

## Geografia fisica
La città è situata a 30° 21' 35 N e 76° 49' 58 E.

## Società

### Evoluzione demografica
Al censimento del 2001 la popolazione di Ambala Cantonment assommava a 61 625 persone, delle quali 37 149 maschi e 24 476 femmine. I bambini di età inferiore o uguale ai sei anni assommavano a 7 270, dei quali 3 959 maschi e 3 311 femmine. Infine, coloro che erano in grado di saper almeno leggere e scrivere erano 48 550, dei quali 31 122 maschi e 17 428 femmine.